# ريتشارد تايلر
ريتشارد تايلر (بالإنجليزية: Richard Tyler)‏ هو مهندس الصوت ومهندس أمريكي، ولد في 7 مايو 1928 في ريفرسايد في الولايات المتحدة، وتوفي في 24 أكتوبر 1990.

## وصلات خارجية
- ريتشارد تايلر على موقع IMDb (الإنجليزية)
- ريتشارد تايلر على موقع قاعدة بيانات الفيلم (الإنجليزية)